# Oșorhei
Oșorhei là một xã thuộc hạt Bihor, România. Dân số thời điểm năm 2002 là 5874 người.